# Herpestomus sierramorenator
Herpestomus sierramorenator är en stekelart som beskrevs av Selfa 1995. Herpestomus sierramorenator ingår i släktet Herpestomus och familjen brokparasitsteklar. Inga underarter finns listade i Catalogue of Life.